# Медаль «10 лет независимости Республики Казахстан»
Юбилейная медаль «10 лет независимости Республики Казахстан» (каз. Қазақстан Республикасының тәуелсіздігіне 10 жыл) — государственная награда Республики Казахстан, учреждённая на основании Указа Президента Республики Казахстан от 27 августа 2001 года № 675.

## Положение о медали
Медалью награждаются граждане Республики Казахстан и иностранные граждане, внесшие значительный вклад в становление государственности, укрепление суверенитета и в социально-экономическое развитие Республики Казахстан.

## Описание
Медаль «Қазақстан Республикасының тәуелсіздігіне 10 жыл» изготовлена из сплава томпак и имеет форму круга диаметром 34 мм.
На аверсе медали в центре, на фоне стилизованной цифры 10, состоящей из единицы и солнца с расходящимися лучами, изображён головной фрагмент памятника независимости Республики Казахстан в городе Алматы (сакский воин стоящий на барсе).
В верхней части медали расположена надпись «Қазақстан».
На реверсе медали в верхней части расположена надпись «Қазақстан Республикасының тәуелсіздігіне 10 жыл», в нижней части — «10 лет независимости Республики Казахстан». Надписи разделены элементом национального орнамента.
Медаль при помощи ушка и кольца соединяется с колодкой шестиугольной формы, изготовленной из латуни, 50 мм высотой и 34 мм шириной, обтянутой муаровой лентой цвета Государственного флага Республики Казахстан (голубого) с тремя жёлтыми и двумя красными чередующимися полосками. В верхней части колодки имеется пятиугольная металлическая накладка, в нижней — фигурная скоба.
Медаль изготовлена на Казахстанском монетном дворе в Усть-Каменогорске.